# 新地乡 (裕民县)
新地乡，是中华人民共和国新疆维吾尔自治区塔城地区裕民县下辖的一个乡镇级行政单位。

## 行政区划
新地乡下辖以下地区：
新地北村、新地南村、新地西村、团结东村、团结西村、前进村、木乎尔村、木乎尔一村、木乎尔二村、乌尔吉也克西村、乌尔吉也克村、乌尔吉也克东村和阿克托别村。